# 柯西主值
在微積分中，柯西主值是為某類原來發散的反常積分指派特定數值的方式，為紀念數學家柯西而得此名。

## 第一類反常積分
第一類反常積分，稱為無窮積分，指積分區間的上限或下限為無窮的積分。
設函數 {\displaystyle f(x)} 在 {\displaystyle (-\infty ,+\infty )} 上連續且可積。可定義以下第一類反常積分：
{\displaystyle \int _{-\infty }^{\infty }f(x)\,dx=\lim _{u\to -\infty }\int _{u}^{c}f(x)\,dx+\lim _{v\to +\infty }\int _{c}^{v}f(x)\,dx}，
其中 {\displaystyle c} 是區間上任意一點。
上式中兩個極限皆收斂，這反常積分才定義為收斂。若任意其一發散，則此積分發散。在這裡，兩個極限須分別處理，即兩者的收斂速度可能不同。但在柯西主值的理解下，可假設兩個極限的收斂速度相同，即：
{\displaystyle \mathrm {PV} \int _{-\infty }^{\infty }f(x)\,dx=\lim _{R\to +\infty }\int _{-R}^{R}f(x)\,dx}。
若在相同收斂速度下，兩者可以互相抵消，則該積分的柯西主值存在。舉例來說：
{\displaystyle {\begin{aligned}\mathrm {PV} \int _{-\infty }^{\infty }x\,dx&=\lim _{R\to +\infty }\int _{-R}^{R}x\,dx\\&=\lim _{R\to +\infty }\left[{\frac {x^{2}}{2}}\right]_{-R}^{R}\\&=\lim _{R\to +\infty }\left({\frac {R^{2}}{2}}-{\frac {R^{2}}{2}}\right)\\&=0\end{aligned}}}
根據定義，若無窮積分收斂，則其柯西主值收斂，且二者相等。但無窮積分的柯西主值收斂，該積分未必收斂。

## 第二類反常積分
第二類反常積分，稱為瑕積分，指被積函數在積分區間中含有不連續點的積分。
設函數 {\displaystyle f(x)} 在 {\displaystyle (a,b)} 上連續且可積，但在點 {\displaystyle a} 及 {\displaystyle b} 不連續。可定義以下第二類反常積分：
{\displaystyle \int _{a}^{b}f(x)\,dx=\lim _{u\to a^{+}}\int _{u}^{c}f(x)\,dx+\lim _{v\to b^{-}}\int _{c}^{v}f(x)\,dx}，
其中 {\displaystyle c} 是區間上任意一點。
設函數 {\displaystyle g(x)} 在 {\displaystyle [a,c)} 及 {\displaystyle (c,b]}上連續且可積，但在點 {\displaystyle c} 不連續。可定義以下第二類反常積分：
{\displaystyle \int _{a}^{b}g(x)\,dx=\lim _{u\to c^{-}}\int _{a}^{u}g(x)\,dx+\lim _{v\to c^{+}}\int _{v}^{b}g(x)\,dx}。
同樣地，上式中兩個極限皆收斂，這反常積分才定義為收斂。若任意其一發散，則此積分發散。在這裡，兩個極限的收斂速度可能不同。但在柯西主值的理解下，可假設兩個極限的收斂速度相同，即：
{\displaystyle \mathrm {PV} \int _{a}^{b}f(x)\,dx=\lim _{\varepsilon \to 0^{+}}\int _{a+\varepsilon }^{b-\varepsilon }f(x)\,dx}；
{\displaystyle \mathrm {PV} \int _{a}^{b}g(x)\,dx=\lim _{\varepsilon \to 0^{+}}\left[\int _{a}^{c-\varepsilon }g(x)\,dx+\int _{c+\varepsilon }^{b}g(x)\,dx\right]}。
若在相同收斂速度下，兩者可以互相抵消，則該積分的柯西主值存在。
根據定義，若瑕積分收斂，則其柯西主值收斂，且二者相等。但瑕積分的柯西主值收斂，該積分未必收斂。
對於區間上有多個不連續點的積分，可由類似方式定義廣義的柯西主值。

## 混合反常積分
有些時候，無窮積分和瑕積分能同時出現。設函數 {\displaystyle f(x)} 在 {\displaystyle (-\infty ,c)} 及 {\displaystyle (c,\infty )}上連續且可積，但在點 {\displaystyle c} 不連續。我們能用以下方式計算其柯西主值：
{\displaystyle \mathrm {PV} \int _{-\infty }^{\infty }f(x)\,dx=\lim _{\varepsilon \to 0^{+}}\left[\int _{c-{\frac {1}{\varepsilon }}}^{c-\varepsilon }f(x)\,dx+\int _{c+\varepsilon }^{c+{\frac {1}{\varepsilon }}}f(x)\,dx\right]}。

## 計算問題
在計算積分的柯西主值時，使用換元積分法可能會導致歧義。例如在計算 {\displaystyle \mathrm {PV} \int _{-2}^{1}{\frac {10+4x}{x^{3}(5+x)^{3}}}\,dx} 時，
{\displaystyle {\begin{aligned}\mathrm {PV} \int _{-2}^{1}{\frac {10+4x}{x^{3}(5+x)^{3}}}\,dx&=\mathrm {PV} \int _{-2}^{0}{\frac {10+4x}{x^{3}(5+x)^{3}}}\,dx+\mathrm {PV} \int _{0}^{1}{\frac {10+4x}{x^{3}(5+x)^{3}}}\,dx\\&=\lim _{\varepsilon \to 0^{+}}\left(\int _{-2}^{-\varepsilon }{\frac {10+4x}{x^{3}(5+x)^{3}}}\,dx+\int _{\varepsilon }^{1}{\frac {10+4x}{x^{3}(5+x)^{3}}}\,dx\right)\\&=\lim _{\varepsilon \to 0^{+}}\left(\left[-{\frac {1}{x^{2}(5+x)^{2}}}\right]_{-2}^{-\varepsilon }+\left[-{\frac {1}{x^{2}(5+x)^{2}}}\right]_{\varepsilon }^{1}\right)\\&=\lim _{\varepsilon \to 0^{+}}\left(-{\frac {1}{\varepsilon ^{2}(5-\varepsilon )^{2}}}+{\frac {1}{4(5-2)^{2}}}-{\frac {1}{(5+1)^{2}}}+{\frac {1}{\varepsilon ^{2}(5+\varepsilon )^{2}}}\right)\\&=\lim _{\varepsilon \to 0^{+}}{\frac {-20\varepsilon }{\varepsilon ^{2}(5-\varepsilon )^{2}(5+\varepsilon )^{2}}}\\&=-\infty \end{aligned}}}
但若使用換元 {\displaystyle u=5x+x^{2}} ， {\displaystyle du=(5+2x)dx} ，
{\displaystyle {\begin{aligned}\mathrm {PV} \int _{-2}^{1}{\frac {10+4x}{x^{3}(5+x)^{3}}}\,dx&=\mathrm {PV} \int _{-6}^{6}{\frac {2}{u^{3}}}\,du\\&=\mathrm {PV} \int _{-6}^{0}{\frac {2}{u^{3}}}\,du+\mathrm {PV} \int _{0}^{6}{\frac {2}{u^{3}}}\,du\\&=\lim _{\varepsilon \to 0^{+}}\left(\int _{-6}^{-\varepsilon }{\frac {2}{u^{3}}}\,du+\int _{\varepsilon }^{6}{\frac {2}{u^{3}}}\,du\right)\\&=\lim _{\varepsilon \to 0^{+}}\left(\left[-{\frac {1}{u^{2}}}\right]_{-6}^{-\varepsilon }+\left[-{\frac {1}{u^{2}}}\right]_{\varepsilon }^{6}\right)\\&=\lim _{\varepsilon \to 0^{+}}\left(-{\frac {1}{\varepsilon ^{2}}}+{\frac {1}{36}}-{\frac {1}{36}}+{\frac {1}{\varepsilon ^{2}}}\right)\\&=0\end{aligned}}}
在上面的兩個結果中，第一個才是正確的。第二個計算方式中，由於使用換元取代時，兩個極限的收斂速度改變了。當兩者的改變不對稱時，就會得到不一樣的結果。要避免這樣的情形，我們應避免使用換元取代的方法求柯西主值。

## 名稱和記號
有些作者會把柯西主值直接叫作「主值」(principal value)。但這和多值函數的主值是沒有關係的。
不同作者會使用不同的記號表示積分的柯西主值。以下是常見的記號：
{\displaystyle \mathrm {PV} \int f(x)\,dx}、
{\displaystyle \mathrm {p.v.} \int f(x)\,dx}、
{\displaystyle -\!\!\!\!\!\!\int f(x)\,dx}。